# Sahuras pyramid
Sahuras pyramid är en pyramid i Egypten. Den ligger i guvernementet Giza, i den norra delen av landet, 19 km söder om huvudstaden Kairo. Sahuras pyramid ligger 34 meter över havet.
Terrängen runt Sahuras pyramid är platt. Runt Sahuras pyramid är det mycket tätbefolkat, med 9 644 invånare per kvadratkilometer. Närmaste större samhälle är Kairo, 18,7 km norr om Sahuras pyramid. Trakten runt Sahuras pyramid består till största delen av jordbruksmark.